# Ciudadana de segunda (novela)
Ciudadana de segunda (en inglés Class Citizen) es una novela de la escritora feminista nigeriana Buchi Emecheta, publicada en Londres en 1974 por la editorial Allison y Busby. Un año después fue publicada en Estados Unidos por la editorial George Braziller. Trata de una mujer nigeriana que supera la estricta dominación tribal de las mujeres y los innumerables contratiempos hasta conseguir una vida independiente para ella y sus hijos. La novela suele describirse como semiautobiográfica. El relato de la protagonista Adah desde Nigeria a Londres, donde, a pesar de unas durísimas condiciones de vida y un matrimonio violento, "encuentra refugio en su sueño de convertirse en escritora", sigue de cerca la propia trayectoria de Emecheta.

## Sinopsis
Adah es hija de un igbo de Ibuza, Nigeria, que vive en Lagos. De joven sueña con irse a vivir al Reino Unido. Tras la muerte de su padre, Adah es enviada a vivir con la familia de su tío.
Consigue permanecer en la escuela hasta que consigue un empleo en el consulado estadounidense como empleada de biblioteca. El sueldo que recibe por este trabajo es suficiente para convertirla en una novia deseable para Francis (su futuro esposo) y su familia política.
Francis viaja al Reino Unido para continuar sus estudios, Adah convence a la familia de su esposo de que ella y los niños deben reunirse con él. Francis considera que son ciudadanos de segunda clase ya que no son ciudadanos del país. Adah encuentra empleo trabajando para otra biblioteca y paga los gastos de toda la familia. Poco a poco, Francis se vuelve cada vez más abusivo y desdeñoso con Adah mientras ella sueña con convertirse en escritora.

## Recepción de la crítica
Ciudadana de segunda está considerada una historia de superación de la lucha y de la vida africana contemporánea. Hermione Harris escribió en la revista Race & Class: "La gran mayoría de las decenas de libros sobre raza y comunidades negras en Gran Bretaña que aparecieron durante las décadas de 1960 y principios de los setenta está escrita por académicos blancos preocupados, sobre todo, por la relación entre la sociedad blanca y los 'inmigrantes' negros. Han surgido pocos relatos de quienes fueron los receptores de ese racismo británico o el liberalismo desde su propia experiencia negra. Sobre la situación específica de las mujeres negras no hay casi nada. Ciudadana de segunda es, por lo tanto, algo así como una revelación".
Se publicó una nueva edición del libro en  la serie Penguin Modern Classics en octubre de 2020, tras muchos años de estar agotado. John Self en The Guardian escribió que, a pesar de estar reconocida entre los Mejores novelistas británicos jóvenes de la revista literaria Granta en 1983, en los años siguientes, a Emecheta "... no se le dedicaron columnas. Así que es una justicia tardía que sea una de las pocas ex-alumnas de Granta, junto con Martin Amis y Shiva Naipaul, en ser publicada dentro de los Penguin Modern Classics".